# Calesia
Calesia is een geslacht van vlinders van de familie spinneruilen (Erebidae), uit de onderfamilie Calpinae.

## Soorten
- C. amydra Hampson, 1926
- C. arhoda Hampson, 1910
- C. caputrubrum Carcasson, 1965
- C. cryptoleuca Carcasson, 1965
- C. dasyptera Kollar, 1844
- C. flabellifera Moore, 1878
- C. fulviceps Hampson, 1926
- C. fuscicorpus Hampson, 1891
- C. gastropachoides Guenée, 1852
- C. haemorrhoa Guenée, 1852
- C. hirtisquama Hampson, 1926
- C. karschi (Bartel, 1903)
- C. marginata (Walker, 1869)
- C. nigriannulata Hampson, 1926
- C. nigriventris Aurivillius, 1909
- C. othello (Fawcett, 1916)
- C. pellio Felder, 1874
- C. phaeosoma Hampson, 1891

- C. phaiosoma (Hampson, 1891)
- C. proxantha Hampson, 1895
- C. rhodotela Hampson, 1926
- C. roseiceps Hampson, 1894
- C. rufipalpis Walker, 1858
- C. simplex Snellen, 1881
- C. stillifera Felder, 1874
- C. thermantis Hampson, 1926
- C. vinolia Swinhoe, 1903
- C. xanthognatha Hampson, 1926
- C. zambesita Walker, 1865